# Temple Grandin
Mary Temple Grandin (Boston, Massachusetts, 1947. augusztus 28. –) amerikai pszichológus, zoológus, az állati viselkedés szakértője. A Colorado-i Állami Egyetem professzora. Állattartáshoz szükséges eszközök fejlesztésével foglalkozik. Munkáit többek közt az Egyesült Államokban, Kanadában, Mexikóban és Új-Zélandon használják. Széles körben ismert mint autizmussal élő sikeres felnőtt. A Time magazin 2010-ben a világ 100 legbefolyásosabb emberének éves listájára választotta, a "Hősök" kategóriában.

## Fiatalkora
Édesanyja: Anna Eustacia Purves színésznő-énekes, apja Richard McCurdy Grandin ingatlanos, farmtulajdonos. Temple négy gyermekük közül a legidősebb. Szülei Temple tizenöt éves korában elváltak. Édesanyja később ismét megházasodott (hozzáment Ben Cutler szaxofonistához).
Temple Grandin autista. Három és fél éves koráig nem beszélt, sikítással és zümmögéssel kommunikált. 1950-ben autizmussal diagnosztizálták, szüleinek pedig azt tanácsolták, helyezzék el egy intézetben. Édesanyja ehelyett egy másik orvos beszédterápiára vonatkozó tanácsát fogadta meg és nevelőt fogadott lánya mellé, aki különböző társas- és szerepjátékokkal elérte, hogy Grandin elkezdett beszélni és fejlődni. Kamaszkorában megalkotta "ölelőgépét", egy speciális eszközt arra, hogy megnyugtassa magát (az eszközt ma is sikerrel használják hiperérzékeny autisták megnyugtatására). Saját bevallása szerint az iskolai évek képezték élete legrosszabb időszakát – a vele egykorúak furcsának tartották és a gúnyolódások céltáblájává vált – de ekkor fedezte fel fizikatanára a kiemelkedő képességeit, amelyeket a későbbiekben továbbfejlesztve a világ egyik legjobb állattartási eszközöket tervező embere lett.
Már felnőttként a kezdeti autizmus diagnózisát Asperger-szindrómára módosították, amely az autizmus spektrumán helyezkedik el, de olyan elváltozás, amely magasabb idegrendszeri funkciót tesz lehetővé.

## Tanulmányai és karrierje
1970-ben Bsc. fokozatot szerzett pszichológiából a Rindge-beli Frank Pierce egyetemen, 1975-ben pedig az Arizona-i Állami Egyetemen ért el mesterfokozatot zoológiából, amelyet 1980-ban az Illinois állambeli Urbana-Champaign Egyetemen PhD-re bővített.
Az egyetem elvégzése óta a nagyüzemi állattartáshoz, elsősorban a szarvasmarha-tartáshoz szükséges eszközök fejlesztésével foglalkozik. A jelenlegi amerikai vágóhidak nagy része az ő tervei alapján épült. Egyben a Colorado-i Állami Egyetem professzora. Az állattartás témájában 1989 óta több cikke is megjelent szaklapokban (Annual Review of Animal Biosciences, Applied Animal Behaviour Science, Journal of the American Veterinary Medical Association, Journal of American Veterinary Medical Association).
Temple Grandin széles körben ismert támogatója a vágóállatok humánus kezelésének. Ugyanakkor nemzetközileg ismert szóvivője az autizmussal élők helyzetének is. Képekben gondolkodom – Életem az autizmussal címmel 1996-ban önéletrajzi könyvet is írt, mely magyarul 2014-ben jelent meg.

## A populáris kultúrában
Grandin Oliver Sacks Antropológus a Marson című könyvének kiadása után vált ismertté, ugyanis a címadó elbeszélés címe tőle származik, ezzel a kifejezéssel írta le, hogyan érzi magát a "neurotipikusok" világában. Ezután több népszerű tévéshow-ban, mint a Larry King Live és a Today Show, valamint különböző lapokban (Times, People) szerepelt. A BBC dokumentumfilmsorozatának, a Horizonnak egyik része (A nő aki úgy gondolkodik mint egy tehén) is róla szólt.
2010-ben, Mick Jackson rendezésében életrajzi tévéfilm is készült róla, Temple Grandin címmel, amelyben Claire Danes alakította (a színésznőt Arany Glóbusszal jutalmazták). A film kapcsán több interjú is készült vele.
Nagysikerű TED-előadást is tartott, A világnak mindenféle elmére szüksége van címmel. A Time magazin 2010-ben a világ 100 legbefolyásosabb emberének éves listájára választotta, a "Hősök" kategóriában.

## Magyarul megjelent művei
- Temple Grandin–Margaret M. Scariano: Segítség! Autizmus!; ford. Szaffner Éva; Kapocs, Bp., 2004
- Temple Grandin: Képekben gondolkodom. Életem az autizmussal; ford. Orosz Ildikó; Park, Bp., 2014

## Fordítás
- Ez a szócikk részben vagy egészben  a   Temple Grandin című angol Wikipédia-szócikk fordításán alapul.  Az eredeti cikk szerkesztőit annak laptörténete sorolja fel. Ez a jelzés csupán a megfogalmazás eredetét és a szerzői jogokat jelzi, nem szolgál a cikkben szereplő információk forrásmegjelöléseként.